# Tàu tàng hình

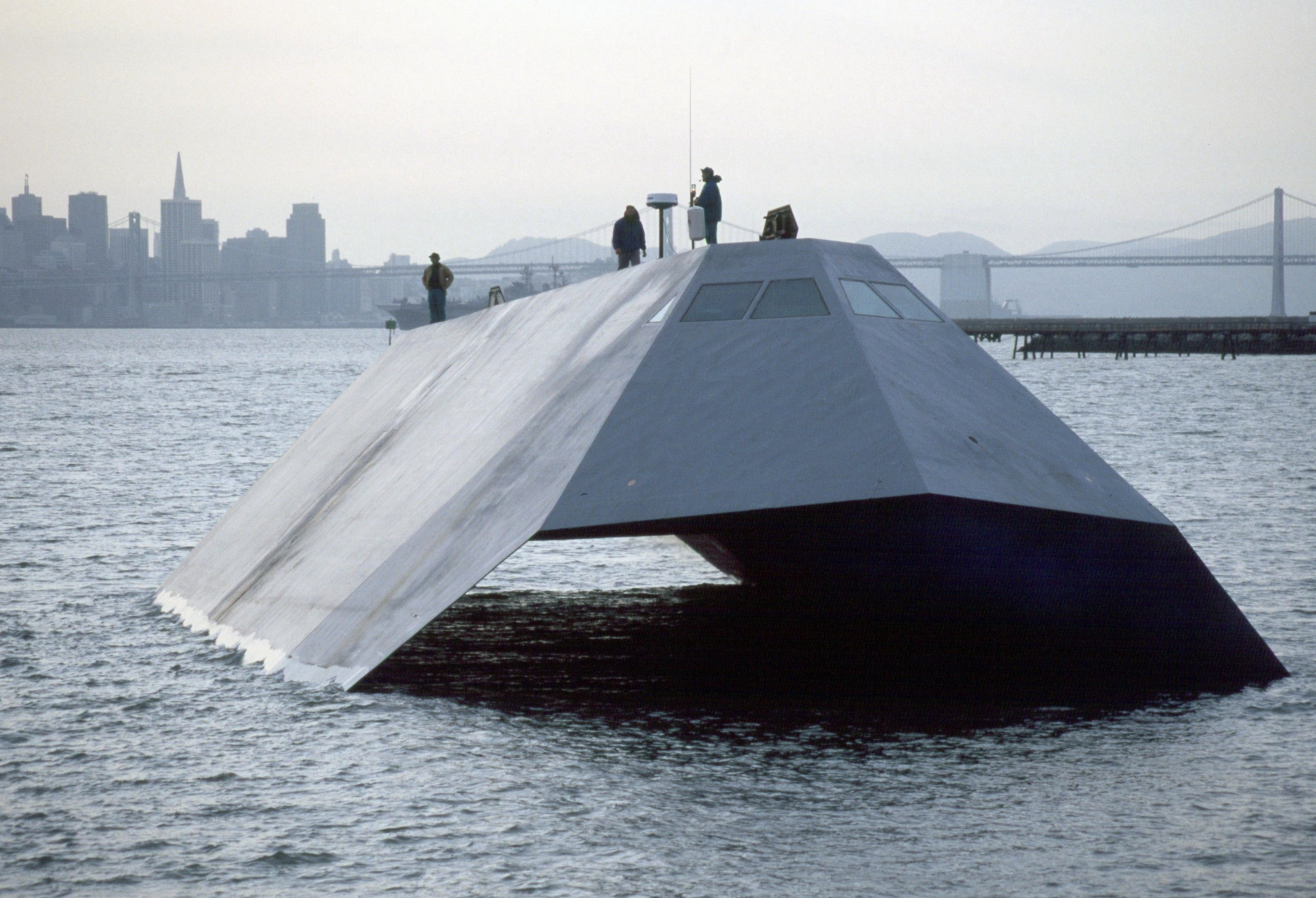
Tàu tàng hình Sea Shadow (IX-529) của Hải quân Hoa Kỳ

Tàu tàng hình là một loại tàu thuyền dùng kỹ thuật tàng hình để giấu vị trí khiến các máy ra đa, sonar (siêu âm), hay hồng ngoại tuyến không định vị được. Kỹ thuật tàng hình trước được áp dụng trong công nghệ máy bay, sau lan sang việc đóng tàu. Một kỹ thuật riêng của tàu tàng hình cách làm xáo trộn âm văn (tiếng Anh: acoustic signature).
Giảm thiểu tiết diện ra đa (radar cross section, RCS), xóa dạng và giảm thiểu âm thanh là những cách chung dùng trên tàu tàng hình. Cuộc Chiến tranh Lạnh giữa Hoa Kỳ và Liên Xô là một động lực phát triển kỹ thuật tàng hình.